# کواست آف پرشیا
کواِست آف پرشیا یا کاوش ایران (به انگلیسی: Quest of Persia) یک سری بازی ویدیویی اکشن و ماجراجویی ایرانی است که در سال ۲۰۰۵ با انتشار بازی پایان معصومیت شروع شد. بازی های لطفعلی خان زند و شمشیر نادر به ترتیب در سال های ۲۰۰۸ و ۲۰۰۹ منتشر شدند.
| عنوان                         | توسعه دهنده | سکو    | اولینانتشار     |
| ----------------------------- | ----------- | ------ | --------------- |
| کواست آف پرشیا: پایان معصومیت | هنرهای پویا | ویندوز | ۲۵ سپتامبر ۲۰۰۵ |
| کواست آف پرشیا: لطفعلی‌خان زند | هنرهای پویا | ویندوز | ۵ مه ۲۰۰۸       |
| کواست آف پرشیا: شمشیر نادر    | هنرهای پویا | ویندوز | ۲۰ ژوئیهٔ ۲۰۰۹   |

## کواست آف پرشیا: پایان معصومیت
کواست آف پرشیا: پایان معصومیت اولین بازی از این مجموعه است که در سپتامبر ۲۰۰۵ مطابق با مهر سال ۱۳٨۴ خورشیدی در ایران عرضه شد. این بازی توسط استودیوی هنر های پویا توسعه و منتشر شده است.
داستان با حمله عراق از هوا، دریا و زمین به ایران آغاز می شود. آرشک که یک مهندس شاغل در پتروشیمی است، گرفتار حملات می شود و در حالی که کارخانه در حال خاکستر می شود، مجبور می شود از کارخانه فرار کند. او با لیلا که یک باستان شناس است که در صحرا کار می کند، ملاقات می کند. او در تلاش است تا به اسرار آثار باستانی ایرانی پی ببرد. آنها با هم باید با ارتش تهاجم عراق مبارزه کنند، در حالی که در تلاش برای حل معمای مکان های باستانی هستند. آرشک و لیلا نسخه ای خطی پیدا می کنند که اطلاعاتی در مورد اسرار محوطه های باستانی ایرانی در اختیار آنها قرار می دهد. سرنخی از جنگ معروف آقا محمدخان قاجار و لطفعلی خان زند به آنها می دهد.
بخش اصلی بازی یک بازی تیراندازی اول شخص به سبک کواِیک با سلاح های مختلف است. همچنین تعدادی ماموریت رانندگی و یک پازل وجود دارد. این بازی دارای ۲۱ مرحله کوتاه است که می تواند در پنج ساعت تمام شود.
پایان معصومیت دو سال پس از انتشار، به عنوان "بهترین بازی ایرانی سال" در فینال ۲۰۰۷ جشنوارهٔ بازی‌های سایبری بین المللی ایران تبدیل شد.
پی‌سی زون بریتانیا گفته است: «تصور کنید "زمین‌لرزه ۲" در یک بیابان روی سرش افتاده است: به طور خلاصه، "کواست آف پرشیا" [آن زمین لرزه] است.»

## کواست آف پرشیا: لطفعلی‌خان زند
کواست آف پرشیا: لطفعلی‌خان زند دومین قسمت از سری بازی های «کواست آف پرشیا» است. این بازی در ۵ مه ۲۰۰۸ منتشر شد. این یک بازی مبارزه‌ای با شمشیر است که داستان آخرین شمشیرزن شرق، لطفعلی خان زند را در ۲۰۰ سال پیش روایت می کند. دنیای بازی نشان دهنده شکوه فرهنگ ایرانی در آن زمان است.
داستان در قرن هفدهم میلادی اتفاق می‌افتد که آقامحمدخان قاجار بخش شمالی و مرکزی ایران را کنترل می‌کند. لطفعلی خان زند پس از خیانت وزیرش ابراهیم کلانتر و از دست دادن پایتخت خود شیراز، تصمیم می گیرد قلعه را نزدیک پایتخت به نام زرقان گرفته و آن را مرکز فرماندهی خود قرار دهد. در همین مواقع، آقامحمدخان قاجار حمله بزرگی را به زرقان تدارک دید. او به کرمان فرار می کند که قسمت دوم بازی در آنجا اتفاق می افتد...
بخش اصلی بازی مبارزه با شمشیر، حرکات و سلاح های مختلف است. علاوه بر این، بازی دارای گیم پلی‌های دیگری مانند پازل های مکانیکی و حملات دستوری است. این بازی دارای ۲۲ مرحله است که تمام آن ها را در عرض پنج ساعت می توان تمام کرد.
کواست آف پرشیا: لطفعلی خان زند جایزه طلایی بهترین بازی ایرانی سال را از دومین جشنواره رسانه های دیجیتال به دست آورد. سایت Game PF-I و MEGamers پیش نمایش بازی لطفعلی‌خان زند را منتشر کردند. انستیتوی ملی بازی‌سازی ایران، بازی را بررسی کرد و به آن امتیاز ۶٫۵ از ۱۰ را داد. سایت گیمرزلند را بهترین بازی ایرانی که تا به حال ساخته شده نامیده است، اما به آن امتیاز ۴٫۶ از ۱۰ داده است.

## کواست آف پرشیا: شمشیر نادر
کواست آف پرشیا: شمشیر نادر سومین قسمت از سری بازی های کواست آف پرشیا است. این بازی در ۲۰ ژوئیهٔ ۲۰۰۹ منتشر شد. این یک بازی مبارزه‌ای سوم شخص با شمشیراست که داستان نادر شاه افشار را روایت می کند. این بازی به شخصیت های تاریخی آن دوران اشاره می کند.
گیم پلی بازی دارای یک سبک مبارزه‌ای پیشرفته با شمشیر، شخصیت های مختلف قابل بازی، ترکیب های مختلف، ضدحملات و حرکات مبارزه ای است.

## جوایز
شمشیر نادر در سومین جشنواره رسانه های دیجیتال به «بهترین بازی ایرانی سال» تبدیل شد.

## جستار های وابسته
- بازی‌های ویدئویی در ایران
- شاهزاده ایرانی
- دنیای بازی